# Роман Власов
Роман Власов (Новосибирск, 6. октобар 1990) је руски рвач грчко-римским стилом, и двоструки олимпијски победник. На Европском првенству 2011. освојио је бронзану меадаљу, а на Светском првенству исте године златну. Европски првак постао је 2012. у Београду, а затим је тријумфовао и на Олимпијским играма у Лондону. Европско злато одбранио је 2013, а на Светском првенству дошао је до сребра. Светски првак поново је постао у Лас Вегасу 2015, а на Олимпијским играма 2016. у Рио де Жанеиру одбранио је олимпијску титулу.